# Palatul Löffler
Palatul Löffler este o clădire istorică din centrul Timișoarei, în Piața Victoriei, construită între 1912 - 1913 de familia și firma Löffler, după planurile lui Henrik Telkes. Se află pe partea denumită "Surogat".
Face parte din Ansamblul urban interbelic „Corso” din Timișoara sub cod LMI TM-II-a-A-06115.

## Istorie
Palatul Löffler este prima clădire de pe Surogat, situată între Opera și Castelul Huniade. 
Clădirea a fost construită între anii 1912 și 1913 după planurile lui Henrik Telkes, comanditar fiind Jakab Löffler & fiii, comercianți de cereale, ca locuință familială și sediu de firmă, cu spații comerciale la parter.
Aceștia au decis să cumpere un teren eliberat în urma demolării Cetății Timișoara și parcelat în vederea vânzării.
La achiziționarea terenului de construcție, familiei Löffler le-a fost impus de administrația locală să respecte anumite condiții, cum ar fi durata de construcție de mai puțin de un an, iar designul arhitectural, în special fațadele, trebuia aprobat de arhitectul șef al orașului, László Székely. În plus, partea din spate a clădirii trebuia să fie separată și dezvoltată în mod corespunzător față de Castelul Huniade, situat în spatele acesteia. Aici, clădirea a fost bogat decorată, inclusiv cu două grupuri de statui. În interiorul clădirii, pe trei etaje și în mansardă, au fost amenajate 46 de apartamente cu un total de 142 de camere, precum și șase lifturi, dintre care trei pentru personal.
În anul 1948, palatul a fost naționalizat în timpul regimului comunist, iar ultimul fiu al familiei Löffler a trăit și a murit în sărăcie în una dintre camerele de la mansardă.
De-a lungul anilor, etajele superioare au fost transformate în birouri, iar la parter s-au deschis diverse magazine. În clădire își aveau sediul societatea de asigurări Euler Hermes împreună cu Banca de schimb Hermes, Banca de Credit Hipotecar, Direcția Generală a Companiei Feroviare Române și filiala românească a Institutului Francez de Studii Avansate. Aici funcționa și Cafeneaua Bulevard.
O parte din fațada orientată spre Piața Victoriei păstrează și în prezent (2023) urme de gloanțe din perioada Revoluției Române din 1989.

## Descriere
Clădirea cu trei etaje este proiectată în stil eclectic, cu elemente baroce și Jugendstil ale Secesiunii Vieneze. Este utilizată pentru locuințe, spații comerciale și închirieri, se află pe amplasamentul Pieței Victoriei și dispune de trei curți interioare și trei coridoare suspendate, plasate unul peste altul. Fațadele sunt decorate în mod elaborat pe toată lungimea clădirii, cu erkeruri, balcoane și ornamente bogate în figuri sculptate. La parterul clădirii se află în prezent, printre alte magazine, și un restaurant de timp fast-food al lanțului McDonald's.

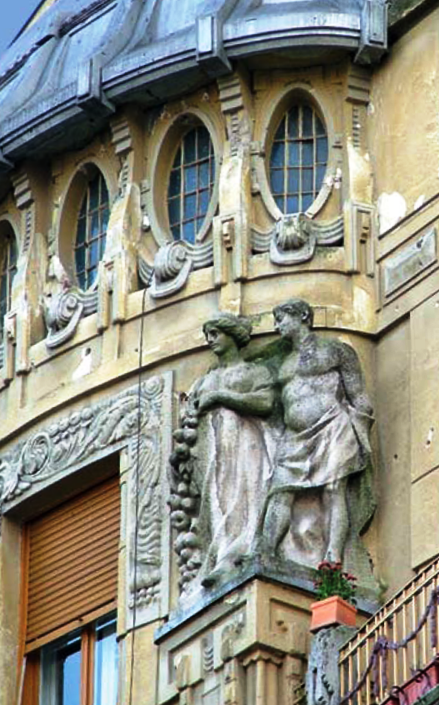
Statuile de pe partea din spate a Palatului Löffler.